# Municipio de Triumph (Pensilvania)
El municipio de Triumph (en inglés: Triumph Township) es un municipio ubicado en el condado de Warren en el estado estadounidense de Pensilvania. En el año 2000 tenía una población de 286 habitantes y una densidad poblacional de 4 personas por km².

## Geografía
El municipio de Triumph se encuentra ubicado en las coordenadas 41°40′00″N 79°27′59″O / 41.66667, -79.46639.

## Demografía
Según la Oficina del Censo en 2000 los ingresos medios por hogar en la localidad eran de $30,536 y los ingresos medios por familia eran $30,417. Los hombres tenían unos ingresos medios de $32,917 frente a los $18,125 para las mujeres. La renta per cápita para la localidad era de $15,621. Alrededor del 17,6% de la población estaban por debajo del umbral de pobreza.